# Свидетель (фильм, 1999)
«Свидетель» (англ. Eye of the Beholder) — канадская кинолента режиссёра Стефана Эллиотта 1999 года, основанная на одноименной повести Марка Бейма. В главных ролях Юэн Макгрегор и Эшли Джадд.

## Сюжет
Свидетель (Юэн Макгрегор) работает частным детективом в агентстве, босс поручает ему проследить за своим сыном, подделавшим подпись отца и снявшим крупную сумму денег. Слежение наводит его на Джоанну Ирис (Эшли Джадд) — серийную убийцу. Джоанна Ирис встречалась с сыном босса, но после зверски его убила. Свидетель забирает улики с места преступления.
Но в поезде в Питтсбург Ирис совершает ещё одно убийство, давая Стивену Уилсону загнать себя в угол, он успел сделать несколько снимков женщины. Свидетель звонит на работу Хилари Кэтрин Дон Ланг, но, не заканчивая разговор, отключает телефон. После развода Стивен потерял опеку над дочерью, и теперь девочка часто мерещится ему. Тоска по дочери заставляет его увидеть в Ирис ранимого и потерянного ребёнка.
Стивен следует за Джоанной Ирис по всей стране, становится свидетелем новых убийств. За это время Стивен сумел узнать, что Джоанна с отцом были бездомные, но папа оставил её одну в праздничную ночь, это заставило Джоанну в глубине души ненавидеть всех мужчин.
В аэропорту Джоанна знакомится с Александром Леонардом (Патрик Берджин) старым и слепым мужчиной, между ними вспыхивают чувства, Александр делает Ирис предложение. Но, когда Ирис с Александром едут на свадьбу, Стивен три раза стреляет в машину, та сталкивается с грузовиком, Александр погибает. Ирис собирает вещи и едет через пустыню, но по дороге машина ломается. Незнакомец помогает Ирис с машиной, но после, когда они вдвоем остались в номере мотеля, бьет Джоанну по голове и вводит дозу героина. Свидетель врывается в номер, избивает незнакомца, связанного кладет в машину с кирпичом на педали. Но, когда возвращается в мотель, с ужасом обнаруживает, что Джоанна уехала на его машине. Ирис прибывает в Чикаго, где рожает и теряет ребёнка. Её пытаются задержать полицейские, но Стивен стреляет по их машине, отвлекая внимание. Джоанне удаётся бежать.
Она летит на Аляску, где устраивается работать официанткой в кафе, куда ежедневно заходит Стивен и однажды все-таки решается заговорить с ней. Они остаются после закрытия кафе, выпивают, Джоанна рассказывает о своей жизни и о том, где хочет быть похороненной, а Стивен рассказывает ей о своей дочери. На следующий день в кафе заходит полиция и бывший психиатр Джоанны Доктор Бролт (Женевьева Бюжо), но не решаются арестовать Ирис. Стивен прячет её в своем трейлере и предлагает уехать, но Джоанна с ужасом обнаруживает, что этот человек преследует её все это время, она стреляет в Стивена холостым, как оказалось позже, патроном и уезжает. Стивен пытается догнать её на мотоцикле, Джоанна видит его и понимает, что это «Ангел», который помогал ей, но внезапно машина Ирис съезжает с дороги. В итоге, Ирис умирает от ранений на руках Стивена и желает ему любви.

## В ролях
- Юэн Макгрегор — Стивен Уилсон
- Эшли Джадд — Джоанна Ирис
- Патрик Бергин — Александр Леонард
- Женевьева Бюжо — доктор Джинна Бролт
- Кэтрин Дон Ланг — Хилари